# Chthamalus proteus
Chthamalus proteus is een zeepokkensoort uit de familie van de Chthamalidae. De wetenschappelijke naam van de soort werd in 1980 voor het eerst geldig gepubliceerd door Dando & Southward.